# Stopplaats Amsterdam Petroleumhaven
Stopplaats Amsterdam Petroleumhaven is een voormalige stopplaats in Amsterdam. De stopplaats is geopend in 1891 en gesloten in 1902. De stopplaats lag aan de spoorlijn van Amsterdam naar Den Helder (Staatslijn K) die door de
Hollandsche IJzeren Spoorweg-Maatschappij werd geëxploiteerd.
0: Den Helder ·
3: Den Helder Zuid ·
4: Koegras ·
8: Breezand ·
12: Anna Paulowna ·
16: Oudesluis ·
21: Schagen ·
24: Schagerwaard ·
27: Zijdewind ·
30: Noord Scharwoude ·
35: Heerhugowaard ·
38: St. Pancras ·
40: Alkmaar Noord ·
42: Alkmaar ·
47: Heiloo ·
49: Onze Lieve Vrouwe ter Nood ·
54: Castricum ·
58: Uitgeest ·
61: Den Ham ·
63: Krommenie-Assendelft ·
65: Wormerveer ·
68: Zaandijk Zaanse Schans ·
69: Koog aan de Zaan ·
71: Zaandam ·
72: Noorder IJdijk ·
73: Hembrug ·
75: Amsterdam Petroleumhaven ·
78: Spaarndammerdijk-Houthaven ·
79: Amsterdam Sloterdijk ·
80: Amsterdam Westerdok ·
81: Amsterdam Centraal